# Головы византиек
«Головы византиек» («Блондинка» и «Брюнетка») — две композиции в форме медальонов работы чешского художника Альфонса Мухи. Эти две композиции, на одной из которых изображён профиль блондинки, а на другой — брюнетки, являются одними из самых выразительных произведений Альфонса Мухи. Кроме искусно запечатлённых лиц и богатства нюансов цвета, их очарование кроется в роскошных и фантастических головных уборах, вызывающих в воображении исчезнувшее великолепие византийской культуры.